# Rejomulyo (Panekan)
Rejomulyo is een bestuurslaag in het regentschap Magetan van de provincie Oost-Java, Indonesië. Rejomulyo telt 1925 inwoners (volkstelling 2010).